# Macrozamia glaucophylla
Macrozamia glaucophylla är en kärlväxtart som beskrevs av David Lloyd Jones. Macrozamia glaucophylla ingår i släktet Macrozamia och familjen Zamiaceae. IUCN kategoriserar arten globalt som livskraftig. Inga underarter finns listade i Catalogue of Life.